# Squalodontidae
Famille
Genres de rang inférieur
- †Agriocetus
- †Austrosqualodon
- †Colophonodon Leidy, 1853
- †Eosqualodon Rothausen, 1968
- †Kelloggia Mchedlidze, 1976
- †Mammalodon Pritchard, 1939
- †Metasqualodon Hall, 1911
- †Microcetus Kellogg, 1923
- †Neosqualodon
- †Pachyodon
- †Parasqualodon Hall, 1911
- †Patriocetus
- †Phoberodon Cabrera, 1926
- †Portheodon
- †Prosqualodon Lydekker, 1894
- †Sachalinocetus Dubrovo, 1971
- †Saurocetus
- †Squalodon Grateloup, 1840
- †Sulakocetus Mchedlidze, 1976
- †Tangaroasaurus Benham, 1935
- †Zeuglodon

Les Squalodontidae (Squalodontidés en français) sont une famille éteinte de dauphins d'eau douce « à dents de requin » caractérisés par leur grande taille et par de longues mâchoires étroites pourvues de dents hétérodontes. Ils ont vécu sur une grande partie du globe de l'Oligocène jusqu'au Pléistocène.

## Historique

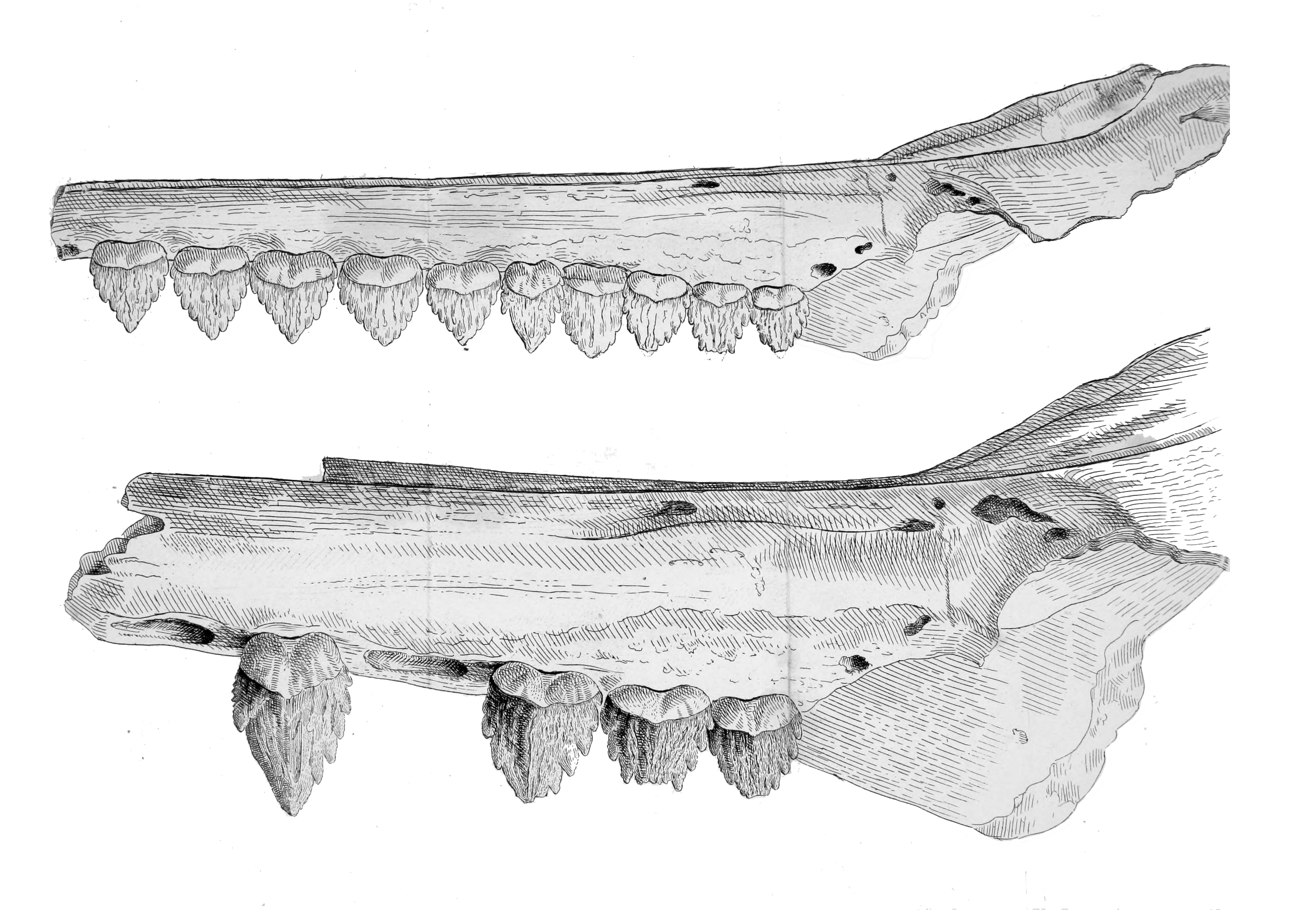
Dessin original du spécimen type de Squalodon par Jean Pierre Sylvestre Grateloup en 1840.

Le premier Squalodontidae a été décrit en 1840 à partir d'un seul fragment de mâchoire par Jean Pierre Sylvestre Grateloup qui pensait alors que ce fossile, découvert à Léognan près de Bordeaux, appartenait à un dinosaure iguanodontidé.

## Étymologie
Le nom du genre type, Squalodon, est composé du latin sqalus, « requin » et du grec ancien ὀδούς, odoús, « dent », pour donner « dent de requin », nom ambigu pour des mammifères cétacés.

## Description et caractéristiques

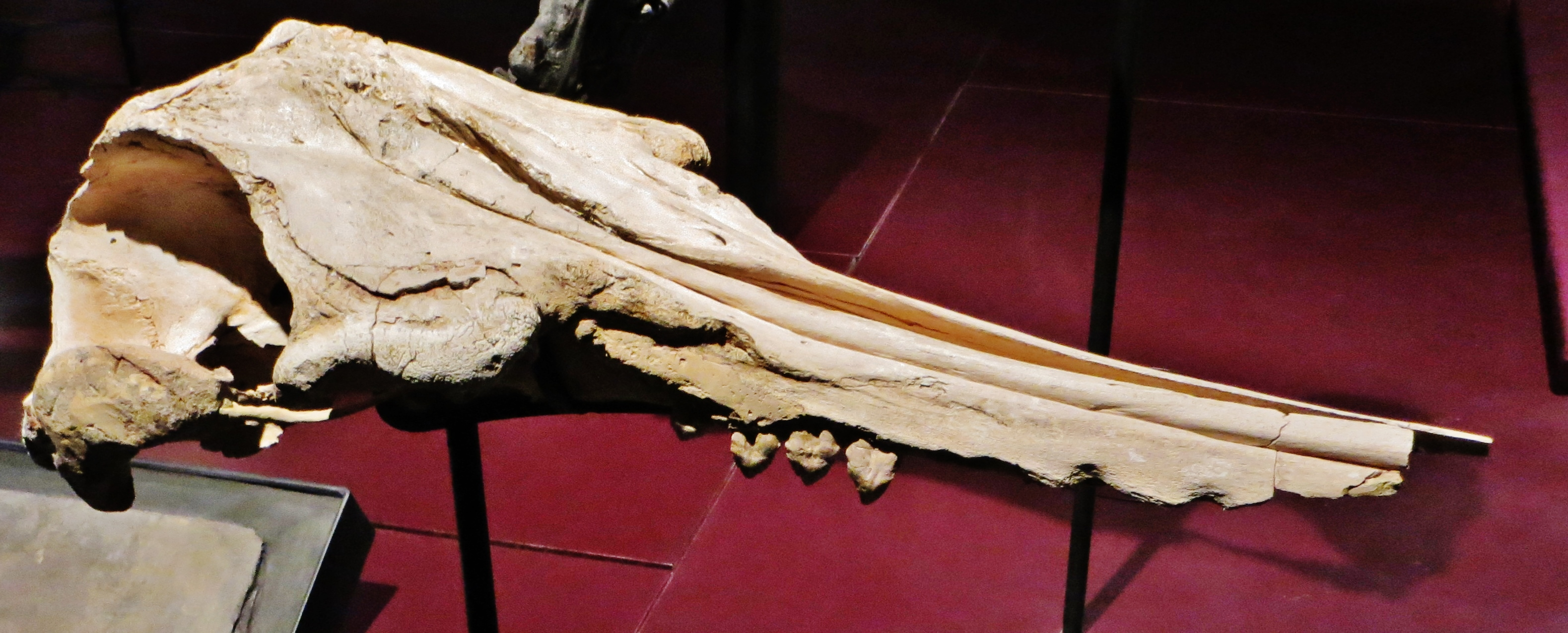
Crâne d'un squalodontidé : Squalodon bariensis au musée des Confluences de Lyon.

Les caractéristiques propres de ce taxon (autapomorphies) se basent essentiellement sur la morphologie de l'oreille interne et en particulier de l'os périotique. Or, ces os sont souvent mal ou pas conservés (les restes fossiles de ces animaux sont essentiellement des dents et des fragments de mâchoires), ce qui rend difficile la taxonomie des Squalodontidae. La monophylie du groupe reste à prouver.
Un des plus grands Squalodontidae est probablement Squalodon whitmorei nommé par Doodley en 2005 à partir d'un squelette presque complet. Il montre un crâne de 1,20 mètre de long pour une longueur totale estimée à environ 5 mètres.

## Phylogénie
Les Squalodontidae sont considérés comme vraisemblablement très éloignés des dauphins océaniques actuels et, au contraire, assez proches des dauphins du Gange (Platanista gangetica).

## Liste des genres
Selon l'IRMNG (14 juillet 2022) :
- †Eosqualodon Rothausen, 1968
- †Mammalodon Pritchard, 1939
- †Metasqualodon Hall, 1911
- †Microcetus Kellogg, 1923
- †Phoberodon Cabrera, 1926
- †Prosqualodon Lydekker, 1894
- †Squalodon Grateloup, 1840
- †Tangaroasaurus Benham, 1935

Selon la Paleobiology Database (14 juillet 2022) :
- †Austrosqualodon
- †Eosqualodon
- †Pachyodon
- †Portheodon
- †Prosqualodon
- †Squalodon
- †Tangaroasaurus
- †Zeuglodon

Selon The Taxonomicon (14 juillet 2022) :
- †Parasqualodon Hall, 1911
- †Metasqualodon Hall, 1911
- †Eosqualodon Rothausen, 1968
- †Prosqualodon Lydekker, 1894
- †Patriocetus
- †Agriocetus
- †Saurocetus
- †Colophonodon Leidy, 1853
- †Sulakocetus Mchedlidze, 1976
- †Squalodon Grateloup, 1840
- †Kelloggia Mchedlidze, 1976
- †Microcetus
- †Neosqualodon
- †Phoberodon Cabrera, 1926
- †Sachalinocetus Dubrovo, 1971